# Maculotriton
Maculotriton là một chi ốc biển, là động vật thân mềm chân bụng sống ở biển thuộc họ Muricidae, họ ốc gai.

## Các loài
Các loài thuộc chi Maculotriton bao gồm:
- Maculotriton bracteatus [2]
- Maculotriton digitalis (Reeve, 1844)[3]
- Maculotriton serriale (Deshayes, 1834)[4]